# 세인트 제임스 파크
세인트 제임스 파크(St James' Park)는 잉글랜드 뉴캐슬어폰타인에 위치한 축구 경기장이다. 현재 뉴캐슬 유나이티드의 홈구장으로 쓰이고 있으며 잉글랜드 북동부에서 가장 오래된 경기장이다. 경기장의 수용인원은 52,354명이며, 잉글랜드 내에서 일곱 번째로 큰 축구 경기장이다.
1892년부터 뉴캐슬 유나이티드의 홈구장으로 쓰여 왔고, 1880년부터 축구 경기장으로 사용되어 왔다. 이 경기장이 지어진 이후로 확장 문제에 관해서는 계속 시민들과 지역 의회의 대립이 있었다. 1960년대 이후로 적어도 두 번은 구장의 이전에 관해 얘기가 오갔으며, 1995년에는 리지스 파크 근처로 옮긴다는 이야기가 나왔었다. 하지만 이 계획은 반대에 부딪혔고, 그 결과 경기장을 확장하는 것으로 결론이 났는데, 이 확장 계획이 지금의 세인트 제임스 파크 고유의 비대칭형 경기장 형성에 큰 역할을 했다.
뉴캐슬 유나이티드의 홈 구장으로 쓰이는 것 말고도, 잉글랜드 내에서 국제 축구 경기장으로 쓰일 수 있는 구장 중 하나이다. UEFA 유로 1996, 2012년 런던 올림픽의 경기장 가운데 하나로 사용되었으며, 2015년 럭비 월드컵에서 럭비 경기장으로도 쓰였다. 축구 경기장 외에도 콘서트장, 리얼리티 쇼의 배경으로 사용되곤 한다.

## 경기장 설명

### 명칭

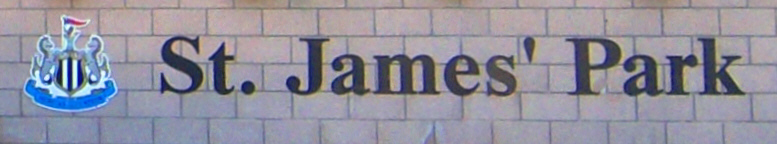
경기장의 이름은 어퍼스트로피 뒤에 's'가 없다.

#### 공식 명칭
경기장의 이름에는 어퍼스트로피 다음에 's'가 붙지 않는다. 초창기에는 s가 붙었었다. 1940년대의 경기 일정표가 나올때에는 St James's Park로 적혀서 나왔었다. 현재의 공식적인 명칭은 St James' Park이다. 하지만 많은 수의 사람들이 마지막 어퍼스트로피 다음의 's'자를 발음하곤 한다. 2010년 10월 27일, 세인트 제임스 파크에서 스포츠 다이렉트 아레나로 경기장 명칭을 바꾼적이 있었다. 그러나 2012년 10월 9일, 뉴캐슬 유나이티드가 웡가(Wonga)와 새로운 스폰서 계약을 체결하면서 웡가가 구장 명명권도 구입하였는데, 웡가는 구장 명명권을 구입하였으나 구장 명칭을 세인트 제임스 파크로 사용하도록 하겠다고 하면서 스포츠 다이렉트 아레나라는 명칭은 더 이상 사용하지 않게 되었다.

#### 별명

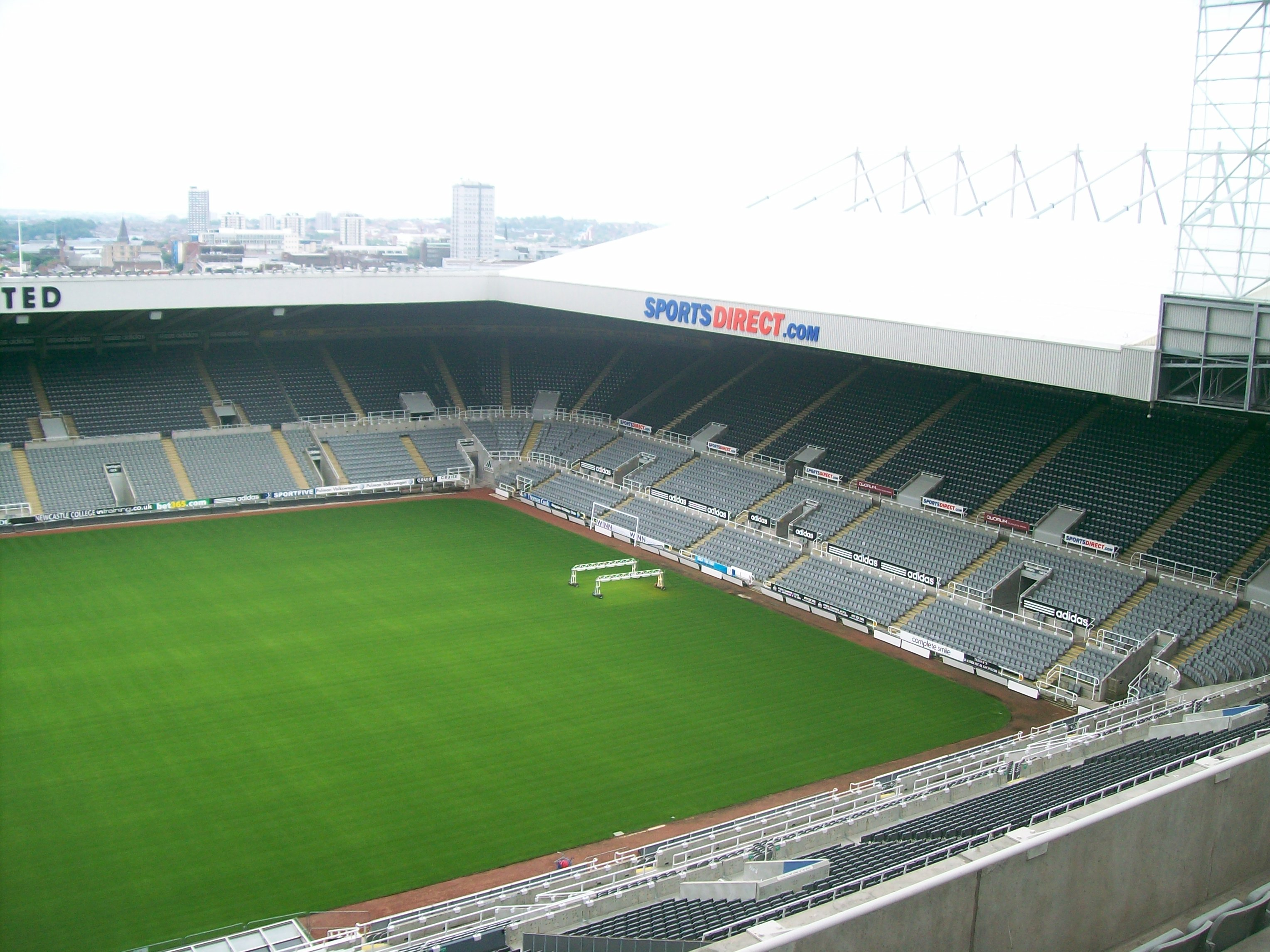
갤로게이트 엔드

세인트 제임스 파크라는 정식명칭이 존재하지만, 약자인 SJP나 단축하여 세인트 제임스로 잘 알려져 있다. 이 지역의 초창기의 이름을 반영하여 갤로게이트(Gallowgate)라고도 하는데, 남쪽 스탠드의 이름인 갤로게이트 엔드와 혼동의 가능성이 있다.

### 위치
경기장의 위치는 도시 중앙에 가깝다. 약 500미터 북쪽에 도시의 주요 기차역인 뉴캐슬 중앙역이 있다. 런던의 몇몇 축구 경기장 외에 이곳이 시내 한가운데에 있는 유일한 프리미어리그 경기장이다.

### 건축

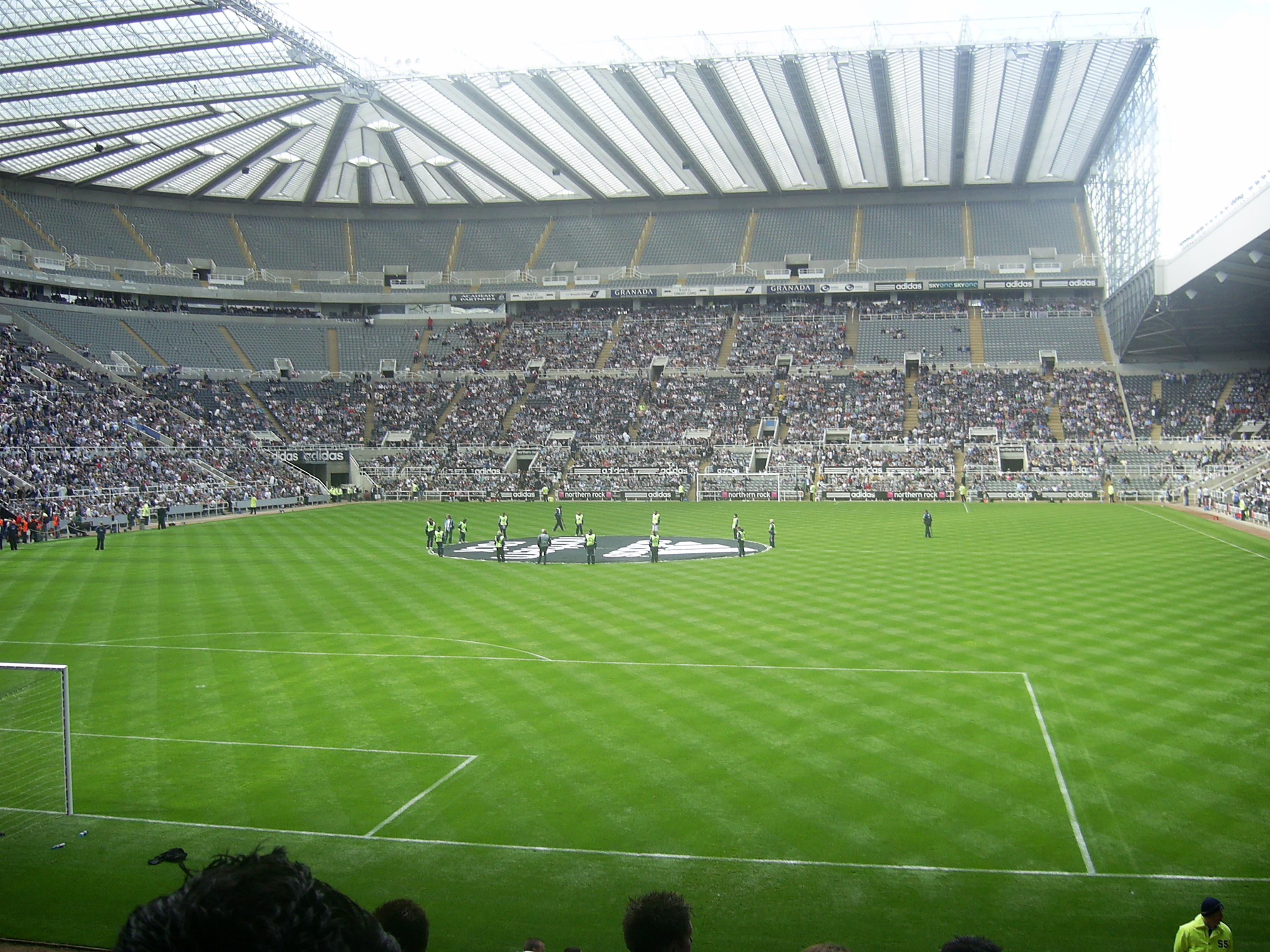
리지스 엔드와 북서쪽 코너 (왼쪽)

밀번 스탠드(Milburn stand)는 경기장의 주스탠드로, 중앙 출입구가 있고, 리프트와 에스컬레이터가 잔디와 중앙홀 사이에 있다. 덕아웃과 선수터널은 전통적으로 중앙스탠드 가운데에 위치해 있다.

### 좌석배치
현재의 경기장은 경기장 모든 지역에서 운동장을 보는 데 가로막는 것이 없도록 디자인되었다. 밀번스탠드에는 구단석과 기자단자리가 있고, 메인 TV 카메라가 텔레비전 중계를 위해 자리잡고 있다.
리그 경기에서의 원정팬들은 보통 북서쪽 코너의 윗층에 자리잡게 되는데, 최대 3천 명까지 수용할 수 있다. 이 위치는 전망이 좋지 않고 높이가 높아서 비판의 대상이 되고 있다.
오래된 홈팬들은 갤로게이트 엔드를 선택한다. 갤로게이트 엔드는 뉴캐슬이 동전 던지기에서 이겼을 경우에 후반전에 팀의 공격을 볼 수 있는 자리이기도 하다.

### 수용인원
세인트 제임스 파크는 현재 52,354명의 수용이 가능하다.
- 잉글랜드 경기장 가운데 웸블리 스타디움, 올드 트래퍼드,토트넘 홋스퍼 스타디움, 에미레이츠 스타디움, 에티하드 스타디움, 안필드, 올림픽 스타디움에 이어 여덟번째로 큰 경기장이다.
- 영국 전체를 통틀어 카디프의 밀레니엄 경기장, 스코틀랜드의 셀틱 파크와 햄던 파크를 포함하여 열번째로 큰 경기장이다.

## 용도

#### 클럽 경기
현재 뉴캐슬 유나이티드가 세인트 제임스 파크에서 홈 경기를 치르고 있다. 2007년에 디지털 시계가 코너킥 깃발 근처에 설치되었고, 2014년 밀번 스탠드와 가까운 리지스 앤드 위쪽에 대형 스크린보드가 설치되었다.

#### 국제 경기

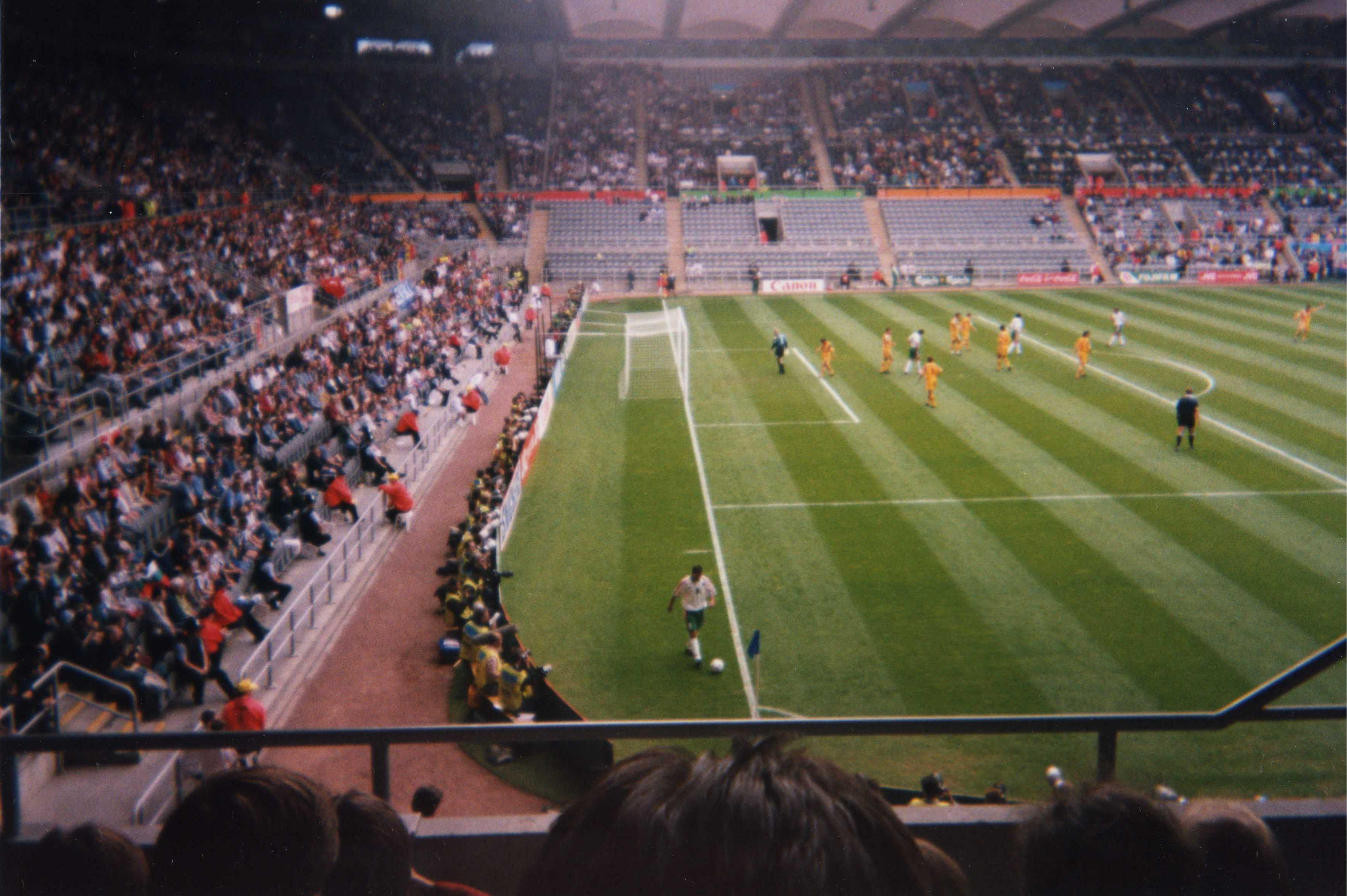
세인트 제임스 파크에서 펼쳐진 불가리아 대 루마니아의 UEFA 유로 1996 경기

세인트 제임스 파크는 UEFA 유로 1996, 2012년 런던 올림픽에서 축구 경기장으로 쓰였으며, 웸블리 스타디움 재건 당시 잉글랜드의 홈 구장으로 쓰였던 구장 중 하나였다.
| 날짜             |          | 결과 |              | 경기                         |
| ---------------- | -------- | ---- | ------------ | ---------------------------- |
| 1901년 3월 18일  | 잉글랜드 | 6-0  | 웨일스       | 브리티시 홈 챔피언십         |
| 1907년 4월 6일   | 잉글랜드 | 1-1  | 스코틀랜드   | 브리티시 홈 챔피언십         |
| 1933년 11월 15일 | 잉글랜드 | 1-2  | 웨일스       | 브리티시 홈 챔피언십         |
| 1938년 11월 9일  | 잉글랜드 | 4-0  | 노르웨이     | 친선경기                     |
| 1996년 6월 10일  | 루마니아 | 0-1  | 프랑스       | UEFA 유로 1996               |
| 1996년 6월 13일  | 불가리아 | 1-0  | 루마니아     | UEFA 유로 1996               |
| 1996년 6월 18일  | 프랑스   | 3-1  | 불가리아     | UEFA 유로 1996               |
| 2001년 9월 5일   | 잉글랜드 | 2-0  | 알바니아     | 2002년 FIFA 월드컵 지역 예선 |
| 2004년 8월 18일  | 잉글랜드 | 3-0  | 우크라이나   | 친선경기                     |
| 2005년 3월 30일  | 잉글랜드 | 2-0  | 아제르바이잔 | 2006년 FIFA 월드컵 지역 예선 |
| 2012년 7월 26일  | 멕시코   | 0-0  | 대한민국     | 2012년 런던 올림픽 축구 남자 |
| 2012년 7월 26일  | 가봉     | 1-1  | 스위스       | 2012년 런던 올림픽 축구 남자 |
| 2012년 7월 29일  | 일본     | 1-0  | 모로코       | 2012년 런던 올림픽 축구 남자 |
| 2012년 7월 29일  | 스페인   | 0-1  | 온두라스     | 2012년 런던 올림픽 축구 남자 |
| 2012년 7월 31일  | 캐나다   | 2-2  | 스웨덴       | 2012년 런던 올림픽 축구 여자 |
| 2012년 7월 31일  | 프랑스   | 1-0  | 콜롬비아     | 2012년 런던 올림픽 축구 여자 |
| 2012년 8월 1일   | 브라질   | 3-0  | 뉴질랜드     | 2012년 런던 올림픽 축구 남자 |
| 2012년 8월 3일   | 미국     | 2-0  | 뉴질랜드     | 2012년 런던 올림픽 축구 여자 |
| 2012년 8월 4일   | 브라질   | 3-2  | 온두라스     | 2012년 런던 올림픽 축구 남자 |